# Ophiomusium anisacanthum
Ophiomusium anisacanthum är en ormstjärneart som beskrevs av Hubert Lyman Clark 1928. Ophiomusium anisacanthum ingår i släktet Ophiomusium och familjen Ophiolepididae. Inga underarter finns listade i Catalogue of Life.